# Strip Search
Strip Search is een Amerikaanse dramafilm uit 2004 onder regie van Sidney Lumet.

## Verhaal
Zowel een Amerikaanse in China als een Arabier in New York wordt gearresteerd zonder bewijs. Ze worden allebei ondervraagd over hun eventuele betrokkenheid bij een terreuraanslag.

## Rolverdeling
- Austin Pendleton: James Perley
- Tom Guiry: Gerry Sykes
- Fred Koheler: Jimmy Briggs
- Zack Manzella: Scholier
- Daniel May Wong: Agent
- Maggie Gyllenhaal: Linda Sykes
- Ken Leung: Liu Tsung-Yuan
- Jim Gaffigan: Reverend Craig Peterson
- Bruno Lastra: Sharif Bin Said
- Glenn Close: Karen Moore
- Dean Winters: Ned McGrath
- Caroline Kava: Alvira Sykes
- Peter Jacobson: John Scanlon
- Anahid: Aaisha Bin Said